# 密室逃生
是2019年一部美國心理恐怖驚悚片，由亞當·羅勃提爾執導，布拉吉·F·舒特（Bragi F. Schut）和瑪麗亞·梅爾尼克（Maria Melnik）撰寫劇本，主演包括泰勒·羅素、羅根·米勒、黛博拉·安·霍爾、泰勒·羅比尼、傑·艾利斯與尼克·多達尼。故事主要描述一群男女被迫參與密室逃脫遊戲，並設法存活下來。
電影的發展始於2017年8月，當時命名為《迷宮》（The Maze）。該片於2017年底起在南非開拍。本片於2019年1月4日在美國上映。續集《密弒遊戲2：勝者危亡》於2021年7月16日在美國上映。

## 劇情
六名來自伊利諾州芝加哥的陌生男女：物理系大學生柔伊·戴維斯、酗酒青年班·米勒、沖銷經紀傑森·華克、退伍美軍亞曼達·哈波、卡車司機麥克·諾蘭、以及密室逃脫愛好者丹尼·可汗，在感恩節當天收到米諾斯密室遊戲公司（Minos Escape Room）的邀請函，誰最先逃脫可獲得一萬美元獎金。六人均看中鉅額獎金或是尋求一樂而來到指定大樓的等候室，但一直沒有遊戲管理員進來說明規則。六人隨後發現等候室門被上鎖，意識到遊戲已經開始而分別尋找線索。柔伊誤觸門上的溫度刻度表，整間等候室瞬間變成一個巨大烤爐，驚慌失措的眾人最後發現按下桌上杯墊才能打開通風道出口。所有人輪流離開時，亞曼達因參與伊拉克戰爭時被土製炸彈襲擊過而引發火焰恐懼，直到柔伊過來安慰讓她暫時化解。六人及時逃入通風道，等候室瞬間被火焰燃盡。
六人爬入一間冬季小屋場景，大門密碼鎖需要七個字母組合，周圍的線索讓班回憶起他幾年前酒駕引發車禍害死一車朋友之前，曾經高歌過《紅鼻子馴鹿魯道夫》，因此識出密碼「魯道夫」而打開鎖。門外場景是低溫的冰天雪地，只有一件紅外套可保暖，出口鑰匙被凍在冰塊中央。眾人本打算靠唯一的打火機將冰塊融化，但丹尼剛撿起打火機時冰層隨即破洞，掉進冰河中溺死。剩下的五人輪流穿外套、圍在一起靠體溫融化冰塊，受凍幾小時後才拿出鑰匙進入下一關。傑森在該場景中回憶起他陪大學室友遭遇過翻船，同樣靠一件紅外套等救援。
下一關場景為一間上下顛倒的撞球吧，頂上球台失蹤的8號球作為出口的門把。房間重複播放音樂《市中心》，開始進行類似音樂椅的遊戲；每當音樂結束，房間五塊地板會一個接一個落入十幾層高的電梯井。柔伊在場景中回憶起自己目睹母親喪生的墜機意外，破解房間線索識出保險箱的四位數密碼，最終打開保險箱取得門把。但隨著地板所剩無幾，亞曼達犧牲自己將門把丟給傑森後，掉進電梯井墜亡。僅剩的四位玩家走入一間擺著六張病床的急診室，分別找到各自的病床，得知他們六人有過不同生死經歷，但都是「唯一生還者」。
整間急診室隨即開始釋放毒氣，只能用心電圖儀器打開出口，傑森決定靠心臟電擊加快麥克的心率，卻不慎將麥克電死，後來才意識到是要靠減速心跳至最低心率來打開出口。不想繼續服從規則的柔伊，開始將所有監視器和物品亂砸一氣，拒絕離開後因吸入過多毒氣而昏倒在地。班和傑森來到下一關，剛目睹傑森不擇手段般的自救方式，班驚覺傑森當初遇難時應是殺死過自己的室友才得以獲救。這時，兩人因接觸到出口艙門轉盤上塗的迷幻藥，加上房間佈滿視錯覺景象和閃光燈，在四周天旋地轉下爭奪解藥。過程中，傑森被墻撞斷頭致死，注射完解藥的班跳進一間書房場景。當一邊墻壁開始往前擠壓時，班獨自破解線索，險些被壓死之際靠躲入壁爐逃生，僅剩一人的他走到作為終點的主控室。
班在主控室遇到遊戲管理員，得知他們公司一向吸引一些“相似狀況與經歷”的玩家共同參與密室逃脫，目的是給網上的有錢人開設“誰能活到最後”的賭局，而整體遊戲由「謎語大師」（Puzzlemaker）設計。當遊戲管理員準備殺死班來滅口時，在毒氣室中靠氧氣罩倖存的柔伊，打昏負責清理現場的人員後，趕到主控室救下班並協力殺死管理員。兩人最終逃出大樓，班送醫治療時，柔伊向警察供述一切。但當她陪警察趕到大樓時，所有先前密室逃脫遊戲的佈景、器具、包括屍體都全部消失，變成一座從未有人進出過的廢棄大樓。
六個月後，警察不再深入調查，柔伊得知其他玩家的屍體被陸續找到，均被佈置成意外身亡。出院的班不打算再牽扯這件事，但他最後還是答應陪柔伊前往紐約，去阻止米諾斯公司的下一場遊戲。與此同時，躲在幕後的謎語大師再次設計一個墜機主題的密室逃脫場景，準備運用在柔伊和班即將搭乘的飛機上作為第二輪遊戲。

## 演員
- 泰勒·羅素 飾 柔伊·戴維斯（Zoey Davis）
- 羅根·米勒 飾 班·米勒（Ben Miller）
- 黛博拉·安·霍爾 飾 亞曼達·哈波（Amanda Harper）
- 泰勒·羅比尼（英语：Tyler Labine） 飾 麥克·諾蘭（Mike Nolan）
- 傑·艾利斯（英语：Jay Ellis） 飾 傑森·華克（Jason Walker）
- 尼克·多達尼（英语：Nik Dodani） 飾 丹尼·可汗（Danny Khan）
- 亞當·羅勃提爾（英语：Adam Robitel） 飾 蓋比（Gabe）
- 肯尼思·霍（英语：Kenneth Fok） 飾 林警探（Detective Li）
- 約里克·范·韋傑寧根（英语：Yorick van Wageningen） 飾 遊戲管理員

## 製作
2017年8月9日，名為《迷宮》（The Maze）的電影已開始投入製作。該片的主要拍攝於2017年底在南非開始進行。2018年1月，導演亞當·羅勃提爾向Syfy透露，其製作已經完成。

## 發行
2018年5月，該片已更名為《密室遊戲》（Escape Room），並將排於2018年於11月30日在美國上映。一個月後，北美上映日延期至2019年2月1日，之後又改至2019年1月4日。
在波蘭，聯合國際影業宣布，為了給予最近在科沙林密室火災中喪生的五名青少年尊重，因此讓電影在該國延遲上映。

## 续集
2019年2月25日，宣佈《密弒遊戲》續集正積極開發中，羅勃提爾回歸執導電影，布拉吉·F·舒特和尼爾·H·摩里茲回歸擔任編劇和製片人，並預定於2020年4月17日上映。2019年6月，電影延期至2020年8月14日上映。2020年2月，電影再度延期至2020年12月30日上映。2020年4月，電影延期至2021年1月1日上映。後再度延期至7月16日。

## 外部連結
- 互联网电影数据库（IMDb）上《密室逃生》的资料（英文）
- 爛番茄上《密室逃生》的資料（英文）